# Rehabilitación (Unión Soviética)
El término "Rehabilitación" (en ruso: реабилитация) en el contexto de la antigua Unión Soviética y los Estados postsoviéticos, fue la absolución de una persona que fue sometida a un proceso penal o una condena sin fundamento alguno.
La rehabilitación de las personas reprimidas en la Unión Soviética comenzó en 1953-1954, tras la muerte de Stalin y nombramiento de Nikita Jrushchov como máximo dirigente de la URSS. Fue durante el proceso de desestalinización, donde se rehabilitó a numerosas personas que habían sido purgados o sentenciados a prisión por motivos únicamente políticos bajo la dictadura estalinista.
El 18 de octubre de 1991, en la RSFS de Rusia fue aprobada la ley que recibía el nombre de Acerca de la rehabilitación de las víctimas de la represión política, que culminaba el proceso de rehabilitación emprendido tras la muerte de Stalin, condenaba la represión política en la Unión Soviética y facilitaba el proceso de rehabilitación de todas las víctimas no rehabilitadas hasta ese momento (excepto determinados casos como los de Guénrij Yagoda y Nikolái Yezhov). 
Muchas personas fueron rehabilitadas en vida, como ejemplo para restaurar el prestigio perdido y la persecución injustificada, otras personas fueron rehabilitadas ya fallecidas por la Unión Soviética o por la actual Federación de Rusia y algunas jamás han sido rehabilitadas pese a la petición de sus familiares.

## Ejemplos
El mariscal Grigori Kulik (fusilado por órdenes de Stalin en 1950) fue rehabilitado en 1956.
Los familiares del jefe de la NKVD bajo la dictadura estalinista Lavrenti Beria (fusilado en 1953 luego de la muerte de Stalin), pidieron su rehabilitación, pero la Corte rusa se la negó declarando, "que siendo Beria uno de los organizadores de la represión contra su propio pueblo, no debe ser considerado una víctima"
El revolucionario León Trotski (asesinado por órdenes de Stalin en 1940) jamás fue rehabilitado por la administración soviética o rusa precisamente porque no fue juzgado sino asesinado.